# ハトのハト子
『ハトのハト子』（ハトのハトこ）は、たかの宗美による4コマ漫画作品。竹書房の雑誌『まんがくらぶオリジナル』（月刊）で2007年4月号から2011年2月号にかけて連載。

## あらすじ
作者は数年前、庭で羽を痛めてうずくまるハトを保護、たかの家で飼うことになるが……。ハトとたかのの実録動物4コマ。

## 単行本
- たかの宗美『ハトのハト子』 竹書房〈バンブーコミックス〉、単巻
2012年10月11日初版発行（2012年9月27日発売）、ISBN 978-4-8124-8001-4